# 拉达格尼耶尔
拉达格尼耶尔（法語：La Daguenière，法語發音：[la daɡnjɛʁ] ⓘ）是法国曼恩-卢瓦尔省的一个旧市镇，属于昂热区。2016年1月1日，拉达格尼耶尔和相邻的另外6个市镇合并为新市镇卢瓦尔-欧蒂永（Loire-Authion）。

## 地理
拉达格尼耶尔（47°25'11"N, 0°26'12"W）面积11.92 平方千米，位于法国卢瓦尔河地区大区曼恩-卢瓦尔省，该省份为法国西部内陆省份，大致对应安茹地区，北起顺时针与马耶讷省、萨尔特省、安德尔-卢瓦尔省、维埃纳省、德塞夫勒省、旺代省、大西洋卢瓦尔省和伊勒-维莱讷省接壤。
与拉达格尼耶尔接壤的市镇（或旧市镇、城区）包括：布莱松-圣叙尔皮斯、拉博阿勒、欧蒂永河畔布兰、卢瓦尔河畔瑞涅、莱蓬德塞、圣让德莫夫雷、卢瓦尔河畔圣萨蒂南、圣叙尔皮斯、特雷拉泽。

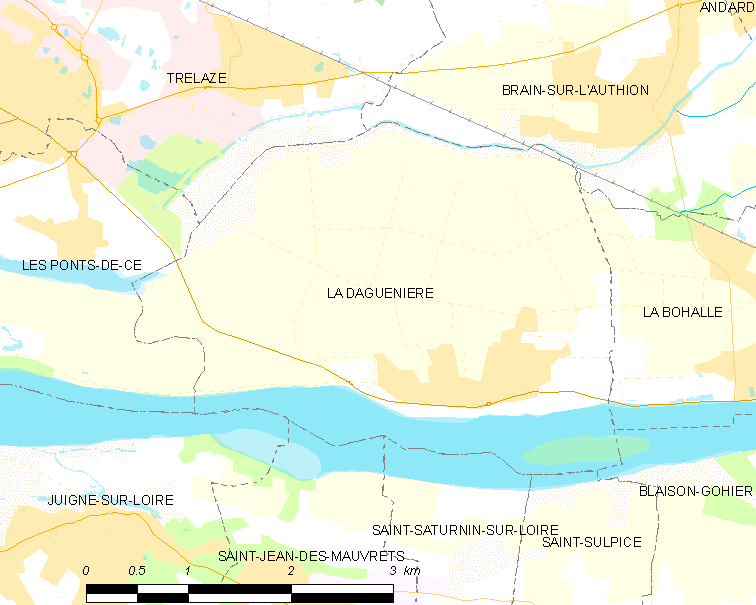
拉达格尼耶尔的OSM定位图

拉达格尼耶尔的时区为UTC+01:00、UTC+02:00（夏令时）。

## 行政
拉达格尼耶尔的邮政编码为49800，INSEE市镇编码为49117。

## 政治
拉达格尼耶尔所属的省级选区为昂热第七县。

## 人口

1962-2008年间拉达格尼耶尔人口变化图示

拉达格尼耶尔于2018年1月1日时的人口数量为1230人。